# Chiqui Fernández
Carmen Fernández García, conocida artísticamente como Chiqui Fernández (Madrid, España, 27 de junio de 1969) es una actriz española.

## Biografía
Licenciada en Interpretación por la RESAD, Chiqui Fernández se dio a conocer en televisión en el año 2001 a raíz de un papel secundario en la serie Periodistas. En 2005, y poco después de dar a luz a su primer hijo, graba la serie Mujeres a las órdenes de Félix Sabroso y Dunia Ayaso, su primer papel como actriz protagonista. 
En un principio, TVE descartó la emisión de la serie, que finalmente se vio un año después (último trimestre de 2006) en la segunda cadena pública cosechando unos más que aceptables resultados de audiencia respecto a la media de La 2 y también excelentes críticas. 
También ha participado en la serie La familia Mata (2007-2009) de la cadena Antena 3, interpretando el papel de Gloria Mata. 
En cine destacan sus participaciones con pequeños papeles en cintas como Flores de otro mundo de Icíar Bollaín. 
Uno de sus últimos trabajos ha sido en la tercera temporada del serial diario Amar es para siempre (continuación de Amar en tiempos revueltos) en Antena 3, interpretando el papel de Consuelo Garcilán.

## Trabajos

### Televisión
| Año       | Título                         | Personaje                        | Cadena      | Datos         |
| --------- | ------------------------------ | -------------------------------- | ----------- | ------------- |
| 1996      | La maja de Goya: El Musical    | Reina María Luisa y Madre Águeda |             | TV Movie      |
| 1998      | Hermanas                       |                                  | Telecinco   | 1 episodio    |
| 1998      | Fernández y familia            | Cuca                             | Telecinco   | 2 episodios   |
| 2000      | Manos a la obra                |                                  | Antena 3    | 1 episodio    |
| 2001      | El comisario                   |                                  | Telecinco   | 1 episodio    |
| 2001-2002 | Periodistas                    | Marimar Crespo                   | Telecinco   | 16 episodios  |
| 2002      | Hospital Central               | Isabel                           | Telecinco   | 1 episodio    |
| 2003      | Un lugar en el mundo           | La cajera                        | Antena 3    | 9 episodios   |
| 2003-2005 | Un paso adelante               | Puri Lacarino                    | Antena 3    | 40 episodios  |
| 2006      | Mujeres                        | Irene                            | La 2        | 13 episodios  |
| 2007-2009 | La familia Mata                | Gloria                           | Antena 3    | 36 episodios  |
| 2011      | El asesinato de Carrero Blanco | Berta                            | La 1        | 2 episodios   |
| 2011      | Cheers                         | Dolores "Lola" Mendoza           | Telecinco   | 7 episodios   |
| 2013      | Familia                        | Palmira                          | Telecinco   | 5 episodios   |
| 2014-2015 | Amar es para siempre           | Consuelo Garcilán                | Antena 3    | 147 episodios |
| 2016      | El hombre de tu vida           | Miriam                           | La 1        | 3 episodios   |
| 2017      | La peluquería                  | Natividad "Nati"                 | La 1        | 118 episodios |
| 2017-2018 | Cuéntame como pasó             | Candela                          | La 1        | 3 episodios   |
| 2019      | Alta mar                       | Francisca de García              | Netflix     | 16 episodios  |
| 2019-2020 | Servir y proteger              | Lourdes Morata Castro            | La 1        | 41 episodios  |
| 2020      | Relatos confinados             | Paloma                           | Prime Video | 1 episodio    |
| 2021      | Reyes de la noche              | Marisa                           | Movistar+   | 6 episodios   |
| 2024      | 4 estrellas                    | Mercedes “Merche” Martín         | La 1        | 2 episodios   |
| 2024      | Operación Barrio Inglés        | Rocío                            | La 1        | 3 episodios   |
| 2025      | Valle salvaje                  | Eva                              | La 1        | ¿? episodios  |

### Largometrajes
- Flores de otro mundo, como Aurora. Dir. Icíar Bollaín (1999)
- Plenilunio, como Madre Fátima. Dir. Imanol Uribe (1999)
- Pulsiones, reparto. Dir. Javier de la Torre (2000)
- Más pena que Gloria, como una enfermera. Dir. Víctor García León (2000)
- Deseo, reparto. Dir. Gerardo Vera (2002)
- Salir pitando, como Alicia. Dir. Álvaro Fernández Armero (2007)
- Gente de mala calidad, como Carmen. Dir. Juan Cavestany (2008)
- Una palabra tuya, como Palmira. Dir. Ángeles González-Sinde (2008)
- Propios y extraños, como la madre de Ángel. Dir. Manolo González Ramos (2010)
- Pancho, el perro millonario, reparto. Dir. Tom Fernández (2014)

### Cortometrajes
- Garbanzos, como Charo. Dir. Ramón Luque (2000)
- Manchas, como Queca. Dir. Jorge Torregrossa (2005)
- El último adiós, como Chari. Dir. Carlos López Martínez (2007)
- ¿De qué se ríen las hienas?, como madre feliz. Dir. Javier Beira (2011)
- El chicas day, reparto. Dir. Susan Béjar (2013)
- 21 con 40, reparto. Dir. Gabriel Beitia Amador-Carrandi y Susan Béjar (2014)
- El abrazo, como Marisa. Dir. Iñaqui Sánchez (2015)
- Anuncio Sorteo Extraordinario de Lotería de Navidad 2018. Dir.Ruiz Caldera (2018)

### Teatro
- Los siete contra Tebas. Dir. Paco Suárez
- Compañía infantil Pin y Pon, de gira por España
- Nuestra cocina. Dir. José Luis Alonso de Santos
- La función Delta. Dir. Raquel Toledo
- Sois todas unas.... Dir. Luis Lázaro
- Érase. Dir. Alberto Miralles
- El obedecedor
- Bodas de sangre, de Federico García Lorca. Dir. Juan Pastor
- Caídos del Cielo, de Paloma Pedrero. Dir. Paloma Pedrero
- La maja de Goya, de Vicente Escribá (1996)
- Pareja abierta, de Darío Fo y Franca Rame (1998)
- Cuento de invierno, de Juan Pastor (2001)
- Hombres, mujeres y punto (2005)
- ¡Manos quietas!. Dir. Esteve Ferrer (2010)
- La Regenta (2012)
- Maribel y la extraña familia, de Miguel Mihura. Dir. Gerardo Vera (2013)
- Florido Pensil  Teatro Marquina (2017)
- Nerón (Eduardo Galan) Dir. Alberto Castrillo (2018-2019)
- A que voy yo y lo encuentro Dir. Ana Graciani ( 2022)

## Premios y nominaciones
- Premio Unión de Actores a Mejor Actriz de Reparto por su papel de Marimar Crespo en Periodistas (2002)
- Premio Unión de Actores a Mejor Actriz Protagonista por su papel de Irene en Mujeres (2006)
- Premio Fotogramas de Plata a Mejor Actriz Protagonista por su papel de Irene en Mujeres (2006)